# Salsa (ples)
Salsa je vrsta plesa podrijetlom s Kube,[New York?] gdje se isprepletala europska i afrička popularna kultura. Kasnije se salsa proširila na Portoriko i ostale karipske države. Ime je dobila od španjolske riječi "salsa", koja znači "umak". Time se sugerira da je ovaj ples spoj različitih utjecaja.
Salsa je izvorno kubanski ples s afričko-kubanskim ritmovima i utjecajem rumbe. Obično je ples za parove, makar postoje inačice za solo plesače. Popularna je u Latinskoj Americi, SAD-u i Europi.
Postoji mnogo stilova salse jer je dozvoljena improvizacija pa se ples dalje razvija. Plesni stilovi vezani su za određeno geografsko područje. Dva osnovna stila su: južnoamerički i sjevernoamerički.[nedostaje izvor]
Pleše se uz glazbu bogatu ritmom. Najčešći instrumenti su: udaraljke (pogotovo bubnjevi), gitare i klavir.

## Stilovi
Postoji nekoliko različitih plesnih stilova u salsi, a tri najpopularnija su kubanski stil, LA stil i stil New York.
Kubanski stil, također poznat kao casino-stil, smatra se najstarijim stilom plesa u salsi. Ovaj stil potječe iz Kube, gdje se salsu pleše na ulicama i u društvenim okupljanjima. Kubanski stil karakteriziraju okreti i naglasci na bokovima, te izrazito snažan kontakt između partnera. Ovaj stil se često pleše u krugu, a koraci se izvode s puno energije i improvizacije.
LA stil, također poznat kao stil on1, razvio se u Los Angelesu u 1990-ima. Ovaj stil karakterizira brzi i energični koraci, te naglasak na prvom otkucaju ritma. LA stil se fokusira na linearni stil plesa, te koraci uključuju mnoge obrte, okrete i vrtloge. Ovaj stil se često pleše u paru, a partneri se fokusiraju na preciznost i sinkronizaciju koraka.
Stil New York, također poznat kao stil on2, razvio se u New Yorku 1960-ih i 1970-ih godina. Ovaj stil karakterizira glatkoća pokreta i akcenat na drugom sluhu ritma. New York stil obično uključuje snažne i složene figure, te korake koji se često izvode na periferiji plesnog podija. Partneri se fokusiraju na eleganciju i fluidnost pokreta, te na precizno izvođenje figura i koraka.

## Galerija
- Osnovni koraci salse
- Salsa
- Plesači salse
- Tečaj salse